# Élections législatives mauriciennes de 1963
Les élections législatives mauriciennes de 1963 est une élection se déroulant le 21 octobre 1963. 40 sièges sont disputés tous élus au suffrage universel.
Le parti travailliste mauricien remporte l'élection : il obtient 19 des 40 sièges.

## Résultats
| Parti                                    | Votes | % | Sièges | +/- (1959) |
| ---------------------------------------- | ----- | - | ------ | ---------- |
| Parti travailliste mauricien             |       |   | 19     | -5         |
| Parti mauricien social démocrate         |       |   | 8      | +5         |
| Independent Forward Bloc (IFB)           |       |   | 7      | +1         |
| Comité d'action musulman                 |       |   | 4      | -1         |
| Independants                             |       |   | 2      | 0          |
| Total                                    |       |   | 40     | 0          |
| Source : (en) African Elections Database |       |   |        |            |